# Vergangen vergessen vorüber
"Vergangen vergessen vorüber" is een single van de Oostenrijkse schlagerzanger Freddy Quinn. Tekst en muziek zijn van Lotar Olias en Walter Rothenburg.

## Hitnotering
| Vergangen vergessen vorüber | Vergangen vergessen vorüber | Vergangen vergessen vorüber | Vergangen vergessen vorüber | Vergangen vergessen vorüber | Vergangen vergessen vorüber | Vergangen vergessen vorüber | Vergangen vergessen vorüber |
| Hitlijst                    | Datum van binnenkomst       | Week:                       | 1                           | 2                           | 3                           | 4                           | Laatste notering            |
| --------------------------- | --------------------------- | --------------------------- | --------------------------- | --------------------------- | --------------------------- | --------------------------- | --------------------------- |
| Veronica Top 40             | 02-01-1965                  | Positie:                    | 22                          |                             |                             |                             | 02-01-1965                  |
| Veronica Top 40             | 16-01-1965                  | Positie:                    |                             | 32                          | 34                          | 36                          | 30-01-1965                  |